# Tarphius relictus
Tarphius relictus é uma espécie endémica de uma única ilha restrita à ilha de Açores, Portugal.

## Extensão
Possui extensão de ocorrência (8 km²) e área de ocupação (8 km²) reduzidas. Há um declínio contínuo em EOO, AOO, extensão e qualidade do habitat, bem como no número de indivíduos maduros como resultado de invasões de plantas não nativas.

## Estado de conservação
A espécie é muito rara, ocorrendo apenas num pequeno local perturbado coberto por árvores exóticas a baixa altitude, na Ilha Terceira. Devido à distribuição muito restrita, esta espécie é a espécie de Tarphius mais ameaçada nos Açores. No passado, a espécie provavelmente diminuiu fortemente devido a mudanças no tamanho do habitat. Portanto, sugerimos como futuras medidas de conservação, um plano de monitoramento de longo prazo para a espécie, controlo de espécies invasoras, e (3) translocação de indivíduos para fragmentos de floresta virgem nos locais de altitude elevada da Ilha Terceira (ou seja, conservação ex.situ). A espécie é, portanto, avaliada como Criticamente Ameaçada (CR).